# Блаженство
Блаженство или еудаимонија (грч. εὐδαιμονία, од εὐ — добро + δαίμων — дух; лат. beatitudo) је средишњи циљ свих система античке етике. Оно је потпуна и самодовољна врлина, која надилази све друге циљеве којима се тежи ради постизања неког добра. Етика заснована на концепту еудаимоније назива се еудаимонизам. Према томе у чему види срећу као највише добро вредно тежње (да би се на најбољи начин морално живело), еудаимонизам може бити хедонизам, перфекционизам, утилитаризам, алтруизам и егоизам, а могућа су и њихова међусобна прожимања.
Еудемонизам је филозофски етички правац или учење по коме је постизање среће (еудаимониа) и блаженства главни мотив, побуда и сврха сваког људског деловања и мерило вредности сваког људског чина. Еудемонизам се појављује искључиво у етичким теоријама античке Грчке. Када говоримо о срећи и блаженству достигнутом захваљујући чулном уживању реч је о тзв. негативном еудемонизму. Насупрот томе, достизање духовне среће можемо категорисати као позитивни еудемонизам.

## Античке теорије еудаимонизма
За разлику од хедонизма где је срећа субјективни осећај и производ чулног уживања, антички еудемонист срећу поима на другачији начин. Срећа није субјективно задовољство већ стање које се постиже исправним, моралним поступањем или остварењем истинске природе појединца. За Платона блаженство је трајна контемплација врховног Добра, које надилази чулни свет. За Аристотела блаженство је „најбоља, најплеменитија и најугоднија ствар на свету“, а састоји се у живљењу према разуму и врлини. У Никомаховој етици Аристотел велича контемплативни живот као суштинско остварење еудаимоние. Он наглашава да је еудаимонија стање које не могу поседовати деца. Према Боецију блаженство је: „добро чије поседовање не допушта желети ништа друго"; „збир свих добара“. У средњем веку појам губи филозофско, а све више поприма теолошко значење.

### Сократ
Као и други антички филозофи Сократ сматра да сви људи теже срећи и благостању. Врлина је услов и разлог среће. Врине као што су самоконтрола, мудрост, храброст, смерност и праведност имају круцијалан значај за вођење праведнога и срећнога живота. Врлина гарантује животну срећу.
Тако да када Сократ указује Атињанима да воде рачуна о својој души, то значи да треба да брину о својој врлини, а не о богатству и почастима. Када душа тежи савршенству поседује врлину. Морална врлина је највише добро.

### Платон
У својој Републици Платон инсистира да је врлина стање душе и да само особе које живе у хармонији са врлином могу да досегну блаженство и срећу. Душа без врлине је хаотична и у рату са самом собом. Уколико особа задовољи своје примарне жеље недостатак унутрашње хармоније онемогућава јој достизање среће. Врлина је неопходна за срећу, односно њен је саставни део.

### Аристотел
У Никомаховој етици Аристотел појам еудемоније повезује са људском активношћу, врлином и разумом. У основи је Аристотелово поимање човека као рационалне животиње где је сврха живљења изједначена са достизањем савршенства ума. Досезање среће је немогуће без разумом артикулисане активности, а врлина је описана као арете тј. својеврсна изузетност. Примарни циљ човека треба да је живот у врлини и у складу са разумом.
Врлина је код Аристотела потребна, али не и суштинска за еудамониу. Аристотел такође не умањује значај спољашњих чинилаца попут лепоте, порекла, породичног живота као саставног дела живота у срећи и блаженству.